# Leperoma scolopendra
Leperoma scolopendra là một loài rêu tản trong họ Lepicoleaceae. Loài này được (Hook.) Bastow miêu tả khoa học lần đầu tiên năm 1888.